# Stenotaphrum helferi
Stenotaphrum helferi är en gräsart som beskrevs av William Munro och Joseph Dalton Hooker. Stenotaphrum helferi ingår i släktet Stenotaphrum och familjen gräs. Inga underarter finns listade i Catalogue of Life.